# Latonia Lakes
Latonia Lakes è una comunità non incorporata degli Stati Uniti d'America, situata nello stato del Kentucky, nella contea di Kenton.
Si tratta di un'ex city dissolta nel dicembre 2006.